# Шидловский Михайло Володимирович
Михайло Володимирович Шидловский (20 липня (1 серпня) 1856 — 14 січня 1921) — російський воєначальник, командувач ескадрою повітряних кораблів у Першу світову війну, найближчий сподвижник І. Сікорського з авіабудування. Генерал-майор.

## Біографія

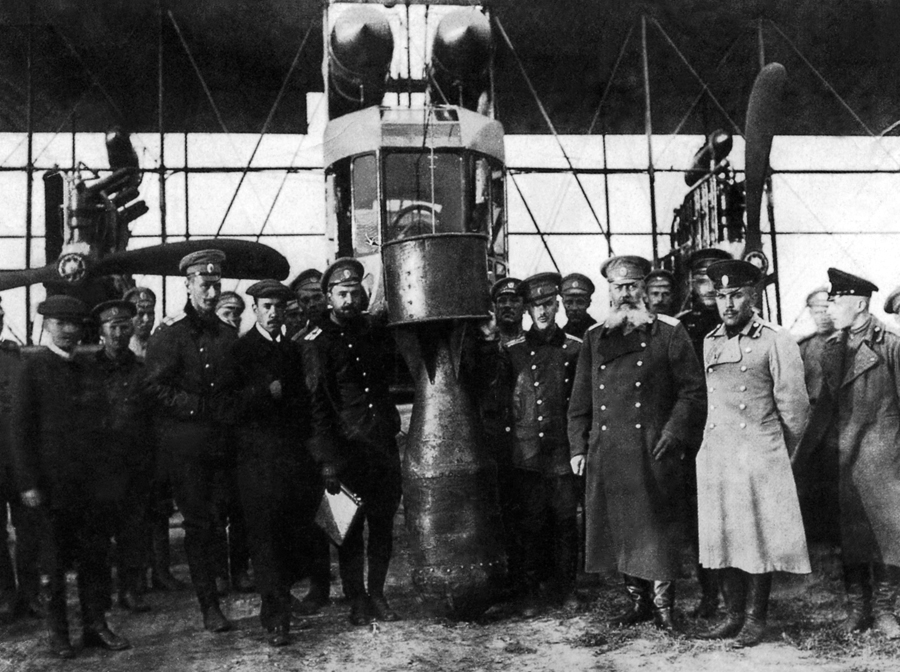
Навчальна 25-пудова бомба. У центрі — Кірєєв, Микільській, Сікорський, Панкратьєв (з планшетом у руці), Шидловський

З російських дворян Воронезької губернії, нині с. Новохуторне, Червоногвардійського р-ну Білгородської обл. Виходець із українського дворянського роду Шидловських. Нащадок генерал-майора Федора Шидловського, позбавленого прав та майна у конфлікті з О. Меншиковим.
Михайло Шидловський закінчив Морський кадетський корпус та Олександрівську військово-юридичну академію. Вийшовши у відставку, вступив на службу до Міністерства фінансів. Був членом Державної Ради Російської імперії. З 1900 року — дійсний статський радник.
Був обраний головою Правління Акціонерного товариства Російсько-Балтійського вагонного заводу. Керував виробництвом перших російських автомобілів, відомих під назвою «Руссо-Балт». У 1912 році відкрив відділення заводу в Петербурзі. У серпні 1913 року на заводі розпочалися роботи зі створення важкого літака «Ілля Муромець».
Шидловський, бачачи неефективність використання повітряних кораблів у війні, запропонував зібрати в одну ескадру за прикладом ескадри морських кораблів. В результаті доповіді Шидловського пішов наказ про утворення ескадри з 10 бойових та 2 навчальних повітряних кораблів «Ілля Муромець». У грудні 1914 року Шидловський за наказом імператора був призваний на дійсну військову службу з присвоєнням звання генерал-майор та призначений начальником ескадри повітряних кораблів «Ілля Муромець». Створена спеціально для використання слабкостей центральних держав у повітряному просторі на східному фронті, ескадра Шидловського стала унікальним підрозділом. Вперше ескадра була використана в бою 15 лютого 1915, коли вона піднялася з бази в Яблонна (Польща) і завдала удару по німецькій військовій базі в Східній Пруссії. З цього часу і до революції листопада 1917 року ескадра Шидловського завдала понад 400 ударів по Німеччині та регіону Балтики.
1915 року Шидловський керував виготовленням першого в Росії авіаційного двигуна. Того ж року нагороджений орденом Св. Володимира 2-го ступеня. У квітні 1917 року був звинувачений у некомпетентності, знятий з посади та відкликаний до Петрограда, а 20 червня був звільнений від служби з прохання.
За однією з версій Михайло Володимирович Шидловський зі своїм 18-річним сином розстріляли солдатів у серпні 1918 року при переході фінського кордону. Однак, у матеріалах кримінальної справи № 9964 архіву Управління ФСБ по Санкт-Петербургу та Ленінградській області зазначено, що він у 1919 році був заарештований чекістами за звинуваченням у шпигунстві та розстріляний 14 січня 1921 року.
В 1998 був реабілітований як необґрунтовано репресований .

## Пам'ять
- 1999 року з ініціативи льотчиків Дальньої авіації Михайлу Володимировичу Шидловському перед штабом ТАК у Москві було встановлено пам'ятник[5].
- У 2014 році на честь 100-річчя далекої авіації далекому надзвуковому ракетоносці-бомбардувальнику Ту-22М3 (RF-94154) було присвоєно ім'я «Михайло Шидловський»[6].
- Одну з нових вулиць Воронежа у 2016 році названо ім'ям М. В. Шидловського, у 2021 році на одному з будинків цієї вулиці встановлено меморіальну дошку, на що честь.[7]
- 26 жовтня 2021 року відкрито Меморіальну дошку Михайлу Володимировичу Шидловському в музеї авіаційного тренажеробудування ПАТ «Туполєв» у Москві. У церемонії відкриття брав участь Президент Республіки Татарстан, Голова Ради директорів ПАТ «Туполєв» Рустам Нургалійович Мініханов. Напис на пам'ятній дошці каже: «Людині слова, одному із засновників вітчизняного авіапрому, родоначальнику дальньої авіації Росії Михайлу Володимировичу Шидловському від вдячних співвітчизників».[8][9]